# حافظ موسوی
حافظ موسوی (زادهٔ ۱۵ اسفند ۱۳۳۳در رودبار) شاعر معاصر ایرانی و از اعضای کانون نویسندگان ایران است. وی مدتی دبیر هیئت تحریریه مجله کارنامه بود. پس از درگذشت منوچهر آتشی مسئولیت کارگاه شعر کارنامه را به عهده داشت. پس از توقیف مجلهٔ کارنامه، مجلهٔ الکترونیکی شعر «وازنا» را با همکاری اعضای کارگاه شعر کارنامه منتشر کرد. او به همراه شمس لنگرودی و شهاب مقربین  انتشارات آهنگ دیگر را در سال ۱۳۸۱ راه اندازی کرد. پروانهٔ این انتشارات پس از ده سال فعالیت تخصصی در زمینهٔ شعر لغو شد.

## زندگی
حافظ موسوی در ۱۵ اسفند ۱۳۳۳ در شهر رودبار گیلان به دنیا آمد. تحصیلات خود را تا مقطع دیپلم در همان شهر گذراند و سپس برای ادامهٔ تحصیل در رشتهٔ زبان و ادبیات فارسی وارد دانشگاه ملی (شهید بهشتی فعلی) شد و در دورهٔ انقلاب فرهنگی در نخستین سال‌های پس از انقلاب از دانشگاه اخراج شد و تحصیل او ناتمام ماند. با آن که از سن هجده سالگی مطالعهٔ ادبیات و سرودن شعر را آغاز کرده بود، با وقوع انقلاب و جنگ و جو متشنج سیاسی دههٔ شصت، مانند بسیاری از همنسلانش از شرایط لازم برای تداوم فعالیت ادبی و انتشار اشعار خویش محروم گردید. در اواخر دههٔ شصت پس از انتشار چند نشریهٔ مستقل ادبی مانند آدینه، دنیای سخن، گردون، تکاپو و … به همکاری با آن‌ها پرداخت و تعدادی از اشعار و مقالات خود را منتشر کرد.
در اوایل دههٔ هفتاد با جمعی از دوستان شاعر خود یک گروه شعری تشکیل داد. این گروه که بعدها به نام شاعران دههٔ هفتاد معروف شد، در شکل‌گیری و رشد جریان شعر دههٔ هفتاد نقش قابل ملاحظه ای داشت.
نخستین مجموعه شعر او (دستی به شیشه‌های مه گرفتهٔ دنیا) در سال ۱۳۷۳ منتشر و برندهٔ قلم زرین مجلهٔ گردون شد.
دومین مجموعه شعر او (سطرهای پنهانی) پس از سه سال توقف در وزارت ارشاد در سال ۱۳۷۸ منتشر شد. این کتاب از سوی هیئت داوران جایزهٔ مستقل ادبی فراپویان به عنوان یکی از شش کتاب برگزیدهٔ شعر دههٔ هفتاد معرفی شد.
مجموعه شعر «عکس‌های فوری» ششمین مجموعه شعری است که از حافظ موسوی منتشر شده است. این کتاب به دلیل رویکردش به حوادث پس از انتخابات ۸۸ مجوز انتشار نگرفت تا این‌ که سرانجام در سال 1389 توسط نشر پن پاب(سوئد)با عنوان «عکس‌های فوری» در ۹۰ صفحه منتشر شد.

## فرزندان
بيژن - در زمینۀ موسیقی و هنر معاصر کار می کند و چند نمایشگاه در ایران و اروپا برگزار کرده است.
بهروز - موزیسین است و در زمینه ی موسیقی راک کار می کند. 

## فیلم مستند گردو بر درخت مانده است
در سال 1397 فیلم مستندی از حافط موسوی با نام «گردو بر درخت مانده است» به کارگردانی حسین نجاری و ناصر قهرمانی و به نویسندگی و تهیه کنندگی فاطیما سیاحتی ساخته شد.

## نمونه شعر
اینجا
خاورمیانه است
و این لکنته که از میان خون ما می‌گذرد
تاریخ است.